# Середній шлях (буддизм)
У буддизмі Серединний шлях[джерело?], також відовий як Середній шлях (палі majjhima patipada) — це шлях, що веде до просвітлення, який є чимось середнім між пошуком фізичних та емоційних задоволень, з одного боку, і крайнім аскетизмом, який є однаково руйнівним, з іншого. Важливим аспектом Серединного шляху є належна увага до того, що проявляється в сьогоденні.
Серединний шлях — це шлях або практика, якою, за словами Будди, він слідував до кінця і яка привела його до кінця страждань. Вчення про Серединний шлях міститься в Дгаммакаккаппаваттана Сутта, першій промові Будди.

## Серединний шлях
Серединний шлях уникає цих двох крайнощів Камасухалікануйоги й Аттакіламатануйоги, ведучи до бачення, знання, миру, прозріння, просвітлення і нірвани.
Життя Будди до того, як він став ченцем (коли його звали Сіддхартха Гаутама), в основному було присвячене Камасухалікануйозі. Коли він став монахом, він присвятив своє життя Аттакіламатануйозі протягом шести років. Після цих шести років він прийшов до висновку, що Аттакіламатануйога не призвела до духовного розвитку, якого він шукав. Незабаром після цього Сіддхартха Гаутама відкрив для себе Серединний шлях, який привів його до повного просвітлення і зробив його Буддою.

## Уникнення двох крайнощів
1. Камасухалікануйога (палі Kamasukhalikanuyoga); прагнення до чуттєвого щастя в чуттєвому задоволенні.
Будда описував це як низьке, вульгарне, неповноцінне, низьке і непривабливе. Камасухалікануйога — це шлях мирських людей; людей, для яких їхній духовний розвиток є відносно неважливим.
2. Аттакіламатануйога (палі Attakilamatanuyoga); прагнення до самокатування, самобичування або самоболю.
Будда описував це як болісне, недобре і неприємне. Аттакіламатануйога — це шлях, який іноді прописується релігійними групами як спосіб очищення розуму або досягнення просвітлення. Однак, згідно з буддизмом, аттакіламатануйога не веде до найвищого очищення чи просвітлення і містить елементи, які насправді є шкідливими для духовного зростання.

### Вісімковий Шлях
Серединний шлях складається з Вісімковий шляху, який, своєю чергою, складається з наступних трьох основних категорій:
- моральна або етична поведінка (палі sila)
- медитація (палі samadhi)
- мудрість (палі pañña)

### 4 Шляхетні істини та 12 станів
Чотири шляхетні істини також відіграють велику роль на середньому шляху. Будда вчив, що кожна з Чотирьох Благородних Істин має три обертання: вивчення, практика і результат. В цілому це дає 12 станів Серединного шляху, якщо аналізувати їх з точки зору Чотирьох Благородних Істин. Будда говорив, що коли його розуміння цих 12 станів Чотирьох Благородних Істин було досконалим, його просвітлення було досконалим і повним.
| 12 аспектів чотирьох благородних істин             | Навчання (Pariyatti)          | Практика (Patipatti)                           | Результат (Pativedhi)                 |
| -------------------------------------------------- | ----------------------------- | ---------------------------------------------- | ------------------------------------- |
| Благородна правда про страждання                   | Це страждання                 | Страждання треба осягнути                      | Страждання осягнуті                   |
| Благородна правда про причину страждання           | Це причина страждань          | Причина страждань повинна бути залишена        | Причина страждань покинута            |
| Благородна істина про звільнення від страждань     | Це усунення страждань         | Необхідно досягти усунення страждань           | Припинення страждань досягнуто        |
| Благородна істина про шлях до полегшення страждань | Це шлях до усунення страждань | Необхідно розробити шлях до усунення страждань | Розроблено шлях до усунення страждань |